# Pterostichus californicus
Pterostichus californicus är en skalbaggsart som beskrevs av Pierre François Marie Auguste Dejean 1828. Pterostichus californicus ingår i släktet Pterostichus och familjen jordlöpare. Inga underarter finns listade i Catalogue of Life.